# Катберт, Эрин
Э́рин Жакли́н Ка́тберт (англ. Erin Jacqueline Cuthbert; род. 19 июля 1998, Эрвин, Шотландия) — шотландская футболистка, нападающая английского клуба «Челси» и сборной Шотландии. Участница чемпионата Европы 2017 и чемпионата мира 2019.

## Клубная карьера
Начала играть футбол в детстве вместе с отцом, занималась в школе футбольного клуба «Килвиннинг Рейнджерс». Её футбольныим кумирами в детстве были Ким Литтл и Джули Флитинг.

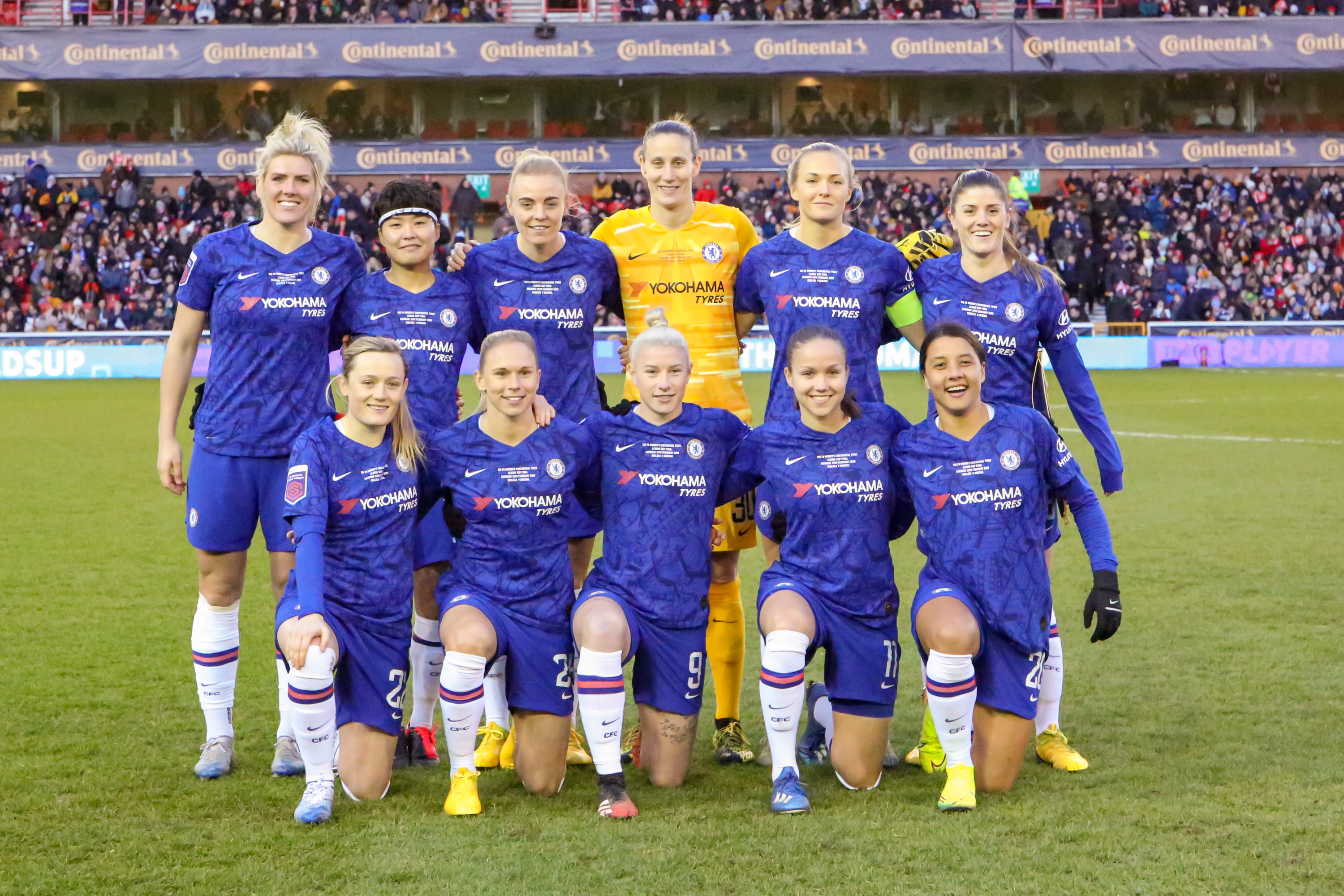
«Челси» (Катберт в нижнем ряду, первая слева) перед финальным матчем Кубка английской футбольной лиги против «Арсенала» (2:1), 29 февраля 2020 года

В 2014 году начала карьеру в клубе Шотландской женской Премьер-лиги «Рейнджерс», где была названа лучшим Молодым игроком года лиги. В 2016 году перешла в «Глазго Сити», где с 19 мячами стала лучшим бомбардиром в своей команде и была признана Игроком года в клубе, а также стала чемпионом Шотландии. Благодаря своей игре получила свой первый вызов в сборную Шотландии.
8 декабря 2016 года в возрасте 18-ти лет перешла из «Глазго Сити» в клуб Женской суперлиги ФА «Челси», подписав контракт до 2019 года. Стала третьим приобретением клуба с конца сезона после норвежки Марин Мьельде, пришедшей в ноябре 2016 и швейцарки Рамоны Бахман, которая присоединилась в декабре 2016. В первом сезоне за новую команду хорошо проявила себя в розыгрыше Весенней серии Женской суперлиги ФА 2017, став чемпионкой и выиграв также и Кубок Англии в 2018 году.
В апреле 2019 года номинировалась на звание лучшего Игрока года чемпионата Англии по версии ПФА, а мае того же года получила награду Игрока года в «Челси» за 2019 год. 20 мая 2019 года её гол в ворота «Лиона» был признан лучшим голом сезона Лиги чемпионов УЕФА 2018/19.
31 июля 2020 года подписала с «Челси» новый контракт сроком на 3 года, рассчитанный до конца июля 2023 года.

## Карьера в сборной
С 2011 по 2014 гг. выступала в сборных Шотландии до 15 и до 16 лет. С 2013 по 2015 гг. выступала в сборной Шотландии до 17 лет; дебютировала 12 июня 2013 года в домашнем матче против сборной Уэльса (7:0). Всего провела 20 матчей, в которых забила 3 гола. 18 августа 2015 года дебютировала в сборной Шотландии до 19 лет в выездном товарищеском матче против сборной Ирландии. 15 сентября 2015 года забила свой первой гол за сборную до 19 лет против сборной Украины (3:2) в домашнем матче отборочного турнира к чемпионату Европы 2016 (девушки до 19 лет). 16 сентября 2016 года забила 6 мячей в ворота сборной Албании (11:0) в домашнем матче отборочного турнира к чемпионату Европы 2017 (девушки до 19 лет). Всего с 2015 по 2016 гг. в сборной Шотландии до 19 лет провела 13 матчей и забила 10 мячей. Также выводила сборную Шотландии до 19 лет с капитанской повязкой в победных матчах против сборных Албании и Кипра.
7 июня 2016 года в возрасте 18-ти лет дебютировала в составе сборной Шотландии в выездном матче отборочного турнира к чемпионату Европы 2017 года против сборной Белоруссии (1:0), выйдя на замену на 46-й минуте вместо Рейчел Корси. 20 января 2017 года забила свой первый гол за сборную Шотландии в товарищеском матче против Дании (2:2), отличившись на 72-й минуте. 27 июня 2017 года была включена главным тренером Анной Сигнёль в заявку сборной Шотландии на дебютный для команды чемпионат Европы 2017 в Нидерландах. На турнире сыграла во всех трёх матчах группового этапа против команд Англии (0:6), Португалии (1:2) и Испании (1:0). Во втором матче против сборной Португалии, который состоялся 23 июля 2017 года, отметилась голом на 68-й минуте поединка, став автором первого в истории гола сборной Шотландии в финальных турнирах чемпионатов Европы.
В марте 2019 года выступала за сборную на товарищеском турнире Кубка Алгарве 2019, на котором Шотландия заняла 5-е место. На турнире сыграла в двух матчах из трёх против команд Канады (0:1) и Исландии (1:4), отметившись голом в поединке с последней. 28 мая 2019 года забила гол в товарищеском матче в ворота сборной Ямайки (3:2) сильным ударом из-за пределов штрафной площади, который был признан «Лучшим голом 2019 года в Шотландии». В голосовании она обошла гол капитана мужской сборной Шотландии Энди Робертсона в ворота Кипра в июне 2019 года и гол игрока сборной Шотландии до 19 лет Елены Сантойо-Браун. В мае 2019 года была включена главным тренером Шелли Керр в состав сборной на чемпионат мира 2019 года во Франции, на который Шотландия пробилась впервые. На турнире приняла участие во всех трёх матчах группового этапа против команд Англии (1:2), Японии (1:2) и Аргентины (3:3). На 69-й минуте последнего матча с Аргентиной, отметилась забитым голом, сделав счёт 3:0 в пользу своей команды, но в итоге Шотландии не удалось удержать победу в игре.
В марте 2020 года стала обладательницей первого розыгрыша Кубка Пинатар, нового товарищеского турнира среди женских сборных команд, проходившегося в Испании. На нём Катберт сыграла в двух матчах сборной из трёх против команд Исландии (1:0) и Северной Ирландии (2:1), отлившись голом в ворота последней.

## Статистика

### Голы за сборную
| №  | Дата             | Стадион                                          | Оппонент          | Счёт | Результат | Соревнование             |
| -- | ---------------- | ------------------------------------------------ | ----------------- | ---- | --------- | ------------------------ |
| 1  | 20 января 2017   | Ларнака, Кипр                                    | Дания             | 2:2  | 2:2       | Товарищеский матч        |
| 2  | 1 марта 2017     | «Аммохостос», Ларнака, Кипр                      | Новая Зеландия    | 2:1  | 3:2       | Кубок Кипра 2017         |
| 3  | 23 июля 2017     | «Хет Кастел», Роттердам, Нидерланды              | Португалия        | 1:1  | 1:2       | Финальные матчи ЧЕ-2017  |
| 4  | 19 апреля 2018   | «Сент-Миррен Парк», Пейсли, Шотландия            | Польша            | 3:0  | 3:0       | Отборочные матчи ЧМ-2019 |
| 5  | 7 июня 2018      | «Фолкерк», Фолкерк, Шотландия                    | Беларусь          | 1:1  | 2:1       | Отборочные матчи ЧМ-2019 |
| 6  | 7 июня 2018      | «Фолкерк», Фолкерк, Шотландия                    | Беларусь          | 2:1  | 2:1       | Отборочные матчи ЧМ-2019 |
| 7  | 30 августа 2018  | «Сент-Миррен Парк», Пейсли, Шотландия            | Швейцария         | 1:0  | 2:1       | Отборочные матчи ЧМ-2019 |
| 8  | 4 марта 2019     | «Белла Вишта», Паршал, Португалия                | Исландия          | 2:0  | 4:1       | Кубок Алгарве 2019       |
| 9  | 5 апреля 2019    | «Пинатар-арена», Сан-Педро-дель-Пинатар, Испания | Чили              | 1:0  | 1:1       | Товарищеский матч        |
| 10 | 28 мая 2019      | «Хэмпден Парк», Глазго, Шотландия                | Ямайка            | 1:1  | 3:2       | Товарищеский матч        |
| 11 | 19 июня 2019     | «Парк де Пренс», Париж, Франция                  | Аргентина         | 3:0  | 3:3       | Финальные матчи ЧМ-2019  |
| 12 | 8 ноября 2019    | «Эльбасан Арена», Эльбасан, Албания              | Албания           | 3:0  | 5:0       | Отборочные матчи ЧЕ-2022 |
| 13 | 10 марта 2020    | «Пинатар Арена», Сан-Педро-дель-Пинатар, Испания | Северная Ирландия | 1:1  | 2:1       | Кубок Пинатар 2020       |
| 14 | 19 февраля 2021  | «АЕК Арена», Ларнака, Кипр                       | Кипр              | 1:0  | 10:0      | Отборочные матчи ЧЕ-2022 |
| 15 | 19 февраля 2021  | «АЕК Арена», Ларнака, Кипр                       | Кипр              | 5:0  | 10:0      | Отборочные матчи ЧЕ-2022 |
| 16 | 15 июня 2021     | «Парк и Скарлетс», Лланелли, Уэльс               | Уэльс             | 1:0  | 1:0       | Товарищеский матч        |
| 17 | 17 сентября 2021 | «Нандор Хидегкути», Будапешт, Венгрия            | Венгрия           | 1:0  | 2:0       | Отборочные матчи ЧМ-2023 |
| 18 | 21 сентября 2021 | «Хэмпден Парк», Глазго, Шотландия                | Фарерские острова | 1:0  | 7:1       | Отборочные матчи ЧМ-2023 |

## Достижения

### Командные достижения
«Глазго Сити»
- Чемпионка Шотландии (2): 2015, 2016
- Обладательница Кубка Шотландии: 2015
- Обладательница Кубка шотландской футбольной лиги: 2015

«Челси»
- Чемпионка Англии (8): 2017, 2017/18, 2019/20, 2020/21, 2021/22, 2022/23, 2023/24, 2024/25
- Обладательница Кубка Англии (5): 2017/18, 2020/21, 2021/22, 2022/23, 2024/25
- Обладательница Суперкубка Англии: 2020
- Обладательница Кубка английской футбольной лиги (3): 2019/20, 2020/21, 2024/25
- Финалистка Лиги чемпионов УЕФА: 2020/21

Сборная Шотландии
- Обладательница Кубка Пинатар: 2020

### Личные достижения
- Команда года Женской суперли ФА по версии ПФА (2): 2018/19, 2023/24
- Игрок года в ЖФК «Челси»: 2019
- Автор лучшего гола в Шотландии: 2019[24]
- Автор лучшего гола сезона Лиги чемпионов УЕФА: 2018/19 (21 апреля 2019, в ворота «Лиона»)
- Автор первого гола сборной Шотландии в финальных турнирах чемпионатов Европы (23 июня 2017, в ворота сборной Португалии).